# Cyclopes didactylus
Cyclopes didactylus este o specie de furnicar din genul Cyclopes.

## Răspândire
Cyclopes didactylus trăiește în Mexic, America Centrală și America de Sud.

## Comportament
Este o specie arboricolă și nocturnă. Adulții sunt solitari.

## Ecologie
Cyclopes didactylus este o gazdă a parazitului intestinal Gigantorhynchus echinodiscus.

## Strae de conservare
Uniunea Internațională pentru Conservarea Naturii a clasificat această specie ca fiind neamenințată cu dispariția. Unele dintre motive sunt faptul că se găsește în câteva arii protejate, are un areal larg și pare să aibă o populație mare.